# Common Desktop Environment
Common Desktop Environment (CDE) je desktopové prostředí pro Unix založené na knihovně Motif, které je používáno také v operačním systému OpenVMS od firmy Hewlett-Packard.
CDE bylo dlouhou dobu proprietárním softwarem; 6. srpna 2012 bylo uvolněno jako free software s GNU Lesser General Public License verze 2 nebo novější. Od té doby bylo portováno na Linux a systémy odvozené od BSD.

## Historie
Firmy Sun, HP, IBM a USL v červnu 1993 ohlásily spolupráci při vývoji CDE v rámci iniciativy COSE (Common Open Software Environment – aliance firem UI a OSF). Základní prostředí bylo založeno na HP VUE (Visual User Environment, česky vizuální uživatelské prostředí), které bylo odvozeno z programu Motif Window manager (správce oken založený na knihovnách Motif, zkratka MWM). Firma IBM přispěla uživatelským rozhraním CUA (Common User Access) a pracovním prostředím Workplace Shell (objektové prostředí desktopu pro systém OS/2, které nahradilo Program Manager známý z Windows 3.x). Firma Novell poskytla komponenty pro správu pracovní plochy a škálovatelné systémové technologie systému UNIX System V. Firma Sun přispěla nástrojem ToolTalk, který zajišťuje meziprocesovou komunikaci a portováním sady programů DeskSet, což byl kancelářský balík pocházející z prostředí OpenWindows a zahrnující poštovního (E-mail) klienta, kalendář, textový editor, hodiny, menu a nástroje pro nastavení vlastností prostředí.
V březnu 1994 se CDE stalo zodpovědným za „nové OSF“, které vzniklo sjednocením Open Software Foundation (OSF) a Unix International (UI). V září 1995 proběhlo spojení CDE a Motif do jednoho projektu CDE/Motif. V roce 1996 se firma OSF stala členem nově formované skupiny The Open Group.
Uživatelé unixových desktopů považovali přibližně do roku 2000 prostředí CDE za de facto standard, avšak v této době svobodný software v podobě GNOME a KDE rychle dosáhl pokročilé úrovně, stal se prakticky univerzálním pro Linuxovou platformu a měl v té době dohromady již více uživatelů, než většina komerčních unixových systémů. Linuxová distribuce firmy Red Hat byla jedinou distribucí Linuxu, do které bylo CDE portováno, avšak přesto bylo nahrazeno prostředím GNOME.
V roce 2001 firmy Hewlett-Packard (HP-UX) a Sun (Solaris) oznámily, že CDE bude na jejich desktopech utlumen ve prospěch nasazení GNOME. Nicméně v dubnu 2003 se firma HP údajně rozhodla vrátit zpět k CDE, protože GNOME se dostatečně nestabilizovalo a nevyhovovalo tak požadovaným nárokům. Někteří označili za hlavní problém firmy HP nestabilizované API v GNOME (tj. problém s měnícím se rozhraním pro programování aplikací).
Solaris 10, který byl vydán na začátku roku 2005, obsahuje Java Desktop System založený jak na CDE, tak i na GNOME. Budoucí vydání Solarisu budou založena na open source systému OpenSolaris, který však uvádí, že není v plánu zveřejnit konsolidovaný Solaris CDE (komponentu OS) jako open source.
V roce 2007 byla sepsána petice, která žádala Open Group o uvolnění zdrojového kódu CDE a Motifu pod volnou licencí. Open Group uvolnila v roce 2000 Motif pod názvem OpenMotif s licencí „sdílených příjmů“ (anglicky revenue sharing), která ovšem plně nesplňuje definice takzvaného open source nebo svobodného software. The Open Group ve skutečnosti chtěla kód uvolnit jako open source, avšak tohoto cíle dosáhla až v roce 2012.

### Systémy, na nichž je dostupné CDE
- IBM AIX

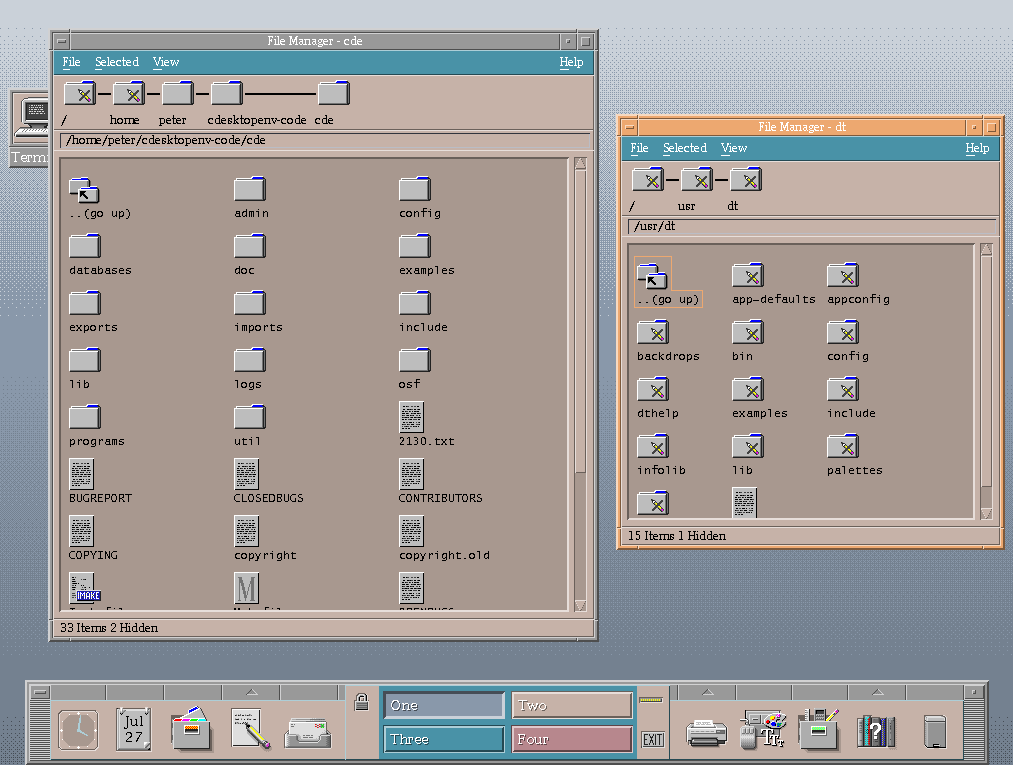
CDE File manager

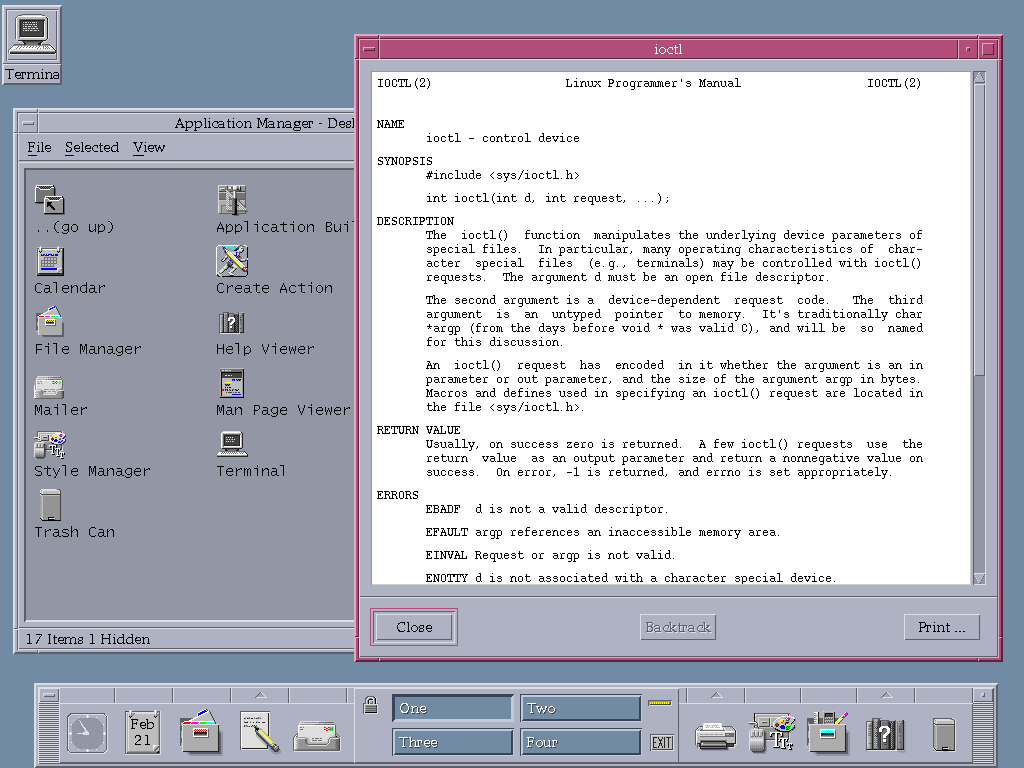
Manuálová stránka linuxového jádra v CDE

- Tru64 UNIX (dříve Digital UNIX) – původně Digital Equipment Corporation, nyní Hewlett-Packard
- HP-UX: od verze 10.10 vydané v roce 1996.[9]
- IRIX – krátký čas firma Silicon Graphics poskytovala CDE jako alternativu k IRIX Interactive Desktop (IID).[10]
- OpenVMS – původně Digital Equipment Corporation (DEC), nyní Hewlett-Packard
- Solaris – od firmy Sun Microsystems: od verze 2.3, v 2.6 až 10. standardně
- Tru64 UNIX
- UnixWare – od firmy Univel
- UXP/DS – od firmy Fujitsu
- Red Hat Linux: dvě verze, jedna portované Triteal[11] druhá Xi Graphics[12]